# Gerard Portielje

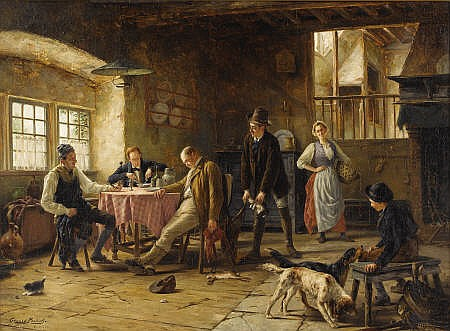
De Grap (Datum onbekend)

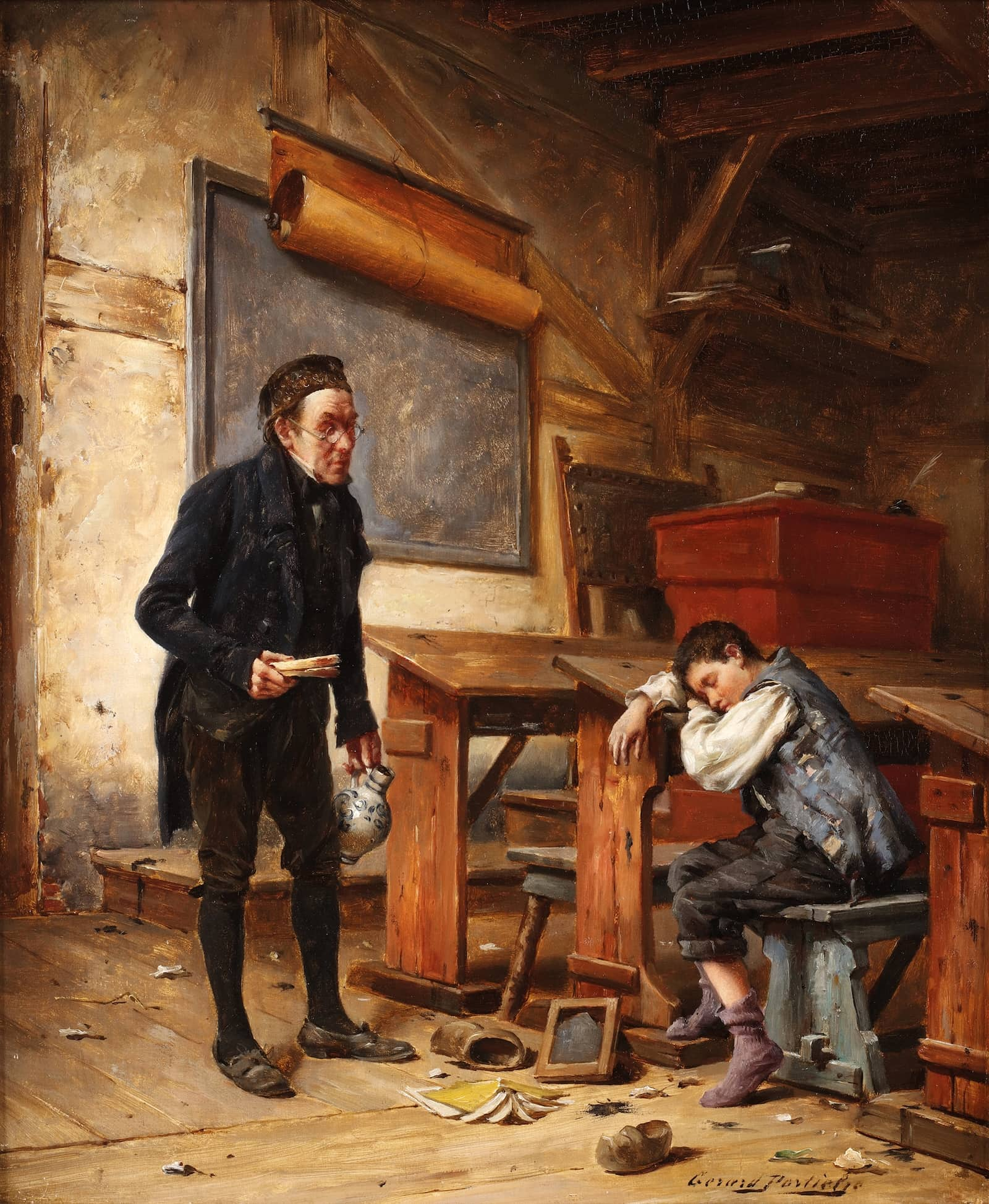
De vermoeide schooljongen (Belgische collectie)

Gerard Portielje (Antwerpen, 6 februari 1856 – Remich (Luxemburg), 18 mei 1929) was een Belgisch kunstschilder.

## Levensloop
Hij was de zoon van kunstschilder Jan Portielje (1828-1903) en van Eulalie Lemaire. Zijn broer was de kunstschilder Edward Portielje.
Op 16 september 1882 gehuwd met Caroline-Henriëtte Andreikovits (°Antwerpen, 23 april 1859). Ze hadden één zoon, Alfred-Johannes-Victor (°1883).
Hij woonde op diverse adressen in Antwerpen alvoren zijn intrek te nemen in de Harmoniestraat 80 (nu 78), in een huis gebouwd naar eigen smaak (1888) met een Vlaams-neobarokinterieur.
Hij studeerde aan de Handelsschool Sint-Ignatius in Antwerpen (tot 1870) en was leerling van de Academie voor Schone Kunsten in Antwerpen vanaf 1870. Hij volgde er onderricht bij onder meer Edmond Rumfels, Polydore Beaufaux, Joseph Van Lerius en Edward Dujardin.
In 1887 reisde hij naar de Vogezen en de Elzas; in 1898 naar Engeland, waar hij onder andere Lowestoft bezocht. Op schetsen na hadden de  reizen geen impact op zijn oeuvre. 
In 1914 vluchtte hij bij het uitbreken van de Eerste Wereldoorlog via Oostende naar Engeland. Hij verbleef er tijdens de oorlogsjaren in Worcester Park (Surrey).  Hij schilderde er landschappen en landhuizen in de omgeving : Cheam, Ewell, enz.
Eigenaardig genoeg nam hij niet deel aan de tentoonstellingen van Belgische kunstenaars in Engelse ballingschap zoals in Kingston upon Thames in 1915 en in Oxford. In 1919 keerde het gezin naar Antwerpen terug en nam hij de draad van zijn schilderkunstige routine weer op.
Van 1898 tot 1925 was hij tekenleraar in de Gemeenteschool in de Lange Leemstraat.

## Oeuvre
Portielje specialiseerde zich in het schilderen van genretaferelen. In zijn geval waren dat scènes met personages die zich afspeelden in een landelijk milieu : herbergen, schooltjes, werkplaatsen, smidsen, schoenmakerijen, notariële kabinetten, pastories, salons van rurale grootgrondbezitters, woonkamers… Ze zijn bevolkt met discuterende, gekscherende of kaartspelende herbergklanten, rustende jagers, schoenmakers, muzikanten, schoolmeesters en weerbarstige leerlingen. Saloninterieurs en herbergscènes zijn steeds rijkelijk overgoten met wijn of bier. Meestal is er een anekdote, een onbenullig fait-divers dat voor de dynamiek van de voorstelling zorgt : iets wat gebroken op de grond ligt, het plagen van een dienstertje, een discussie, de bezigheid van een ambachtsman zoals de schoenlapper, de beeldjesschilder of de taxidermist...
Portielje had oog voor detail en voor een fijne afwerking.
Veel taferelen lijken zich af te spelen in de vroege 19de eeuw of rond het midden van de 19de eeuw. Kledij en accessoires wijzen bijna nooit expliciet naar Portieljes eigen tijd.
De prijszetting van zijn werken was afhankelijk van het aantal personages dat in een tafereel was verwerkt. Het maakt hem een typisch voorbeeld van de meer ambachtelijke kunstschilder zonder hoogdravende artistieke bevlogenheid die een degelijk product afleverde voor een behoudsgezinde kunstmarkt.
Gerard Portielje werkte nauw samen met kunsthandelaren voor de verkoop van zijn werken. Er waren commerciële relaties met Albert D’Huyvetter (New York) op wiens expliciete wensen hij al eens van zijn routineuze onderwerpen afstapte en bv. een prachtig moeder-met-kindtafereel in een luxueus interieur schilderde, met Koekkoek (Londen), Guillaume Campo (Antwerpen), Baudouin (Antwerpen) en Prinz Bros. (Brooklyn).
Een contract van 12 maart 1884 met Albert D’Huyvetter jr. spreekt zo over een levering van 10 schilderijen van 60 x 75 cm met telkens minimum 4 figuren à 950 francs/stuk.

## Samenwerking
Gerard Portielje werkte met de volgende schilders samen aan één schilderij, meestal op expliciet verzoek van kunsthandelaar Albert D’Huyvetter: Hendrik Saverij, Willem Johan Jacob Boogaard, Eugène Remy Maes en Gezina Vester.

## Tentoonstellingen
- 1893, Antwerpen, Salle Verlat (samen met zijn vader Jan en zijn broer Edward)
- 1894, Antwerpen, Wereldtentoonstelling: Sectie “Oud Antwerpen” : samen met Jan en Edward Portielje, Henri Timmermans en Emile Godding.
- 1909,Antwerpen, Salle Forst (samen met Frans Van Kuyck)
- 1928, Antwerpen, Salle Wijnen (samen met Edward Portielje)
- 1930, Antwerpen, Salle Wijnen (postume tentoonstelling)

## Trivia
- Ontwerp postzegel Wereldtentoonstelling 1897 in Brussel
- Affiche, programmaboekjes voor de vieringen van de 300ste geboorteverjaardag van Antoon Van Dyck (Antwerpen)
- Ontwerpen voor diverse affiches en diplomas.
- Gaf privé-tekenlessen, vooral aan juffrouwen
- Zijn atelierinboedel werd op 23-25 januari 1933 geveild in de Gaerie Breckpot in Antwerpen.
- Leverde schilderijen en tekeningen aan die gebruikt werden voor publiciteit voor de elixirs “Elixir d'Anvers” en “Balsam”.
- De Antwerpse drukker Ratinckx gebruikte reproducties van zijn schilderijen als illustraties op de kalenders die hij uitgaf.
- Begraven op het Schoonselhof in Antwerpen

## Musea
- Antwerpen, Kon. Museum voorSchone Kunsten
- Melbourne, National Gallery of Victoria